# Маяк Эдистон
Маяк Эдистон (англ. Eddystone Lighthouse) — маяк, расположенный на Эдистонских скалах (англ. Eddystone Rocks) в графстве Девон, Великобритания. Маяк расположен в 14 километрах к югу от мыса Рэйм (англ. Rame Head). В то время как мыс находится в графстве Корнуолл, скалы располагаются в Девоне и относятся к Докембрийскому периоду.
Нынешняя башня является уже четвёртой, построенной на этом месте. Первый и второй маяки были уничтожены. Третий, также известный как Башня Смитона, является самым известным из-за его влияния на дизайн маяков и его значение в развитии бетона для строительства. Его верхняя часть была заново возведена в Плимуте в качестве памятника.

## История
Первый маяк на Эдистонских скалах был восьмиугольной деревянной конструкцией, построенной Генри Уинстенли. Строительство началось в 1696 году, и свет на маяке был зажжён 14 ноября 1698 года. Во время строительства французский корсар взял Уинстенли в плен, в результате чего Людовик XIV потребовал его освобождения со словами: «Франция находится в состоянии войны с Англией, а не с человечеством». Маяк простоял до шторма в 1703 году.
В 1709 году был построен новый деревянный маяк, который в 1755 году сгорел. В период с 1756 по 1759 год под руководством знаменитого инженера Джона Смитона был построен каменный маяк. Он использовался более ста лет — до 1877 года, когда начала разрушаться скала, на которой он стоял. Затем маяк был разобран и часть его установлена на берегу в городе Плимут, а на его прежнем месте в 1882 году был построен новый маяк, который действует до настоящего времени.